# Atolul Midway
Atolul Midway  (în engleză: Midway Atoll; în hawaiiană: Pihemanu) este un grup de insule alcătuite din recife de corali situate în Oceanul Pacific de nord, care aparțin de SUA având statutul de teritoriu neîncorporat american.

## Geografie
Insulele sunt amplasate la 1/3 din traseul dintre Honolulu și Tokio, și circa la jumătatea distanței dintre California și Japonia de unde provine și numele insulelor.
Atolul are o formă inelară cu un diametru de 6000 m, având două insule mai importante, Sand Island și Eastern Island, și o serie de insulițe nelocuite care servesc ca loc de cuibărit pentru păsări de mare. 
Suprafața totală a insulelor este de 5,18 km², iar a atolului de cca. 40 km². 
Din punct de vedere geografic insulele aparțin arhipelagului de nord-vest Hawaian, fără să aparțină de statul Hawaii; insulele sunt de origine vulcanică, la fel ca și celelalte insule hawaiane.

| Insulă                         | Suprafață în hectare |
| ------------------------------ | -------------------- |
| Sand Island (Insula Sand)      | 486                  |
| Eastern Island (Insula estică) | 135                  |
| Spit Island (Insula Spit)      | 6                    |
| Atolul Midway                  | 623                  |
| Laguna                         | 6,000                |

## Populația
Insulele fiind la început nelocuite, azi locuiesc (din 1978) cca. 40 de persoane numai pe insula Sand Island, majoritatea militari și civili care deservesc obiectivele bazei militare navale americane.

## Istoric

Drapelul ne-oficial al atolului Midway

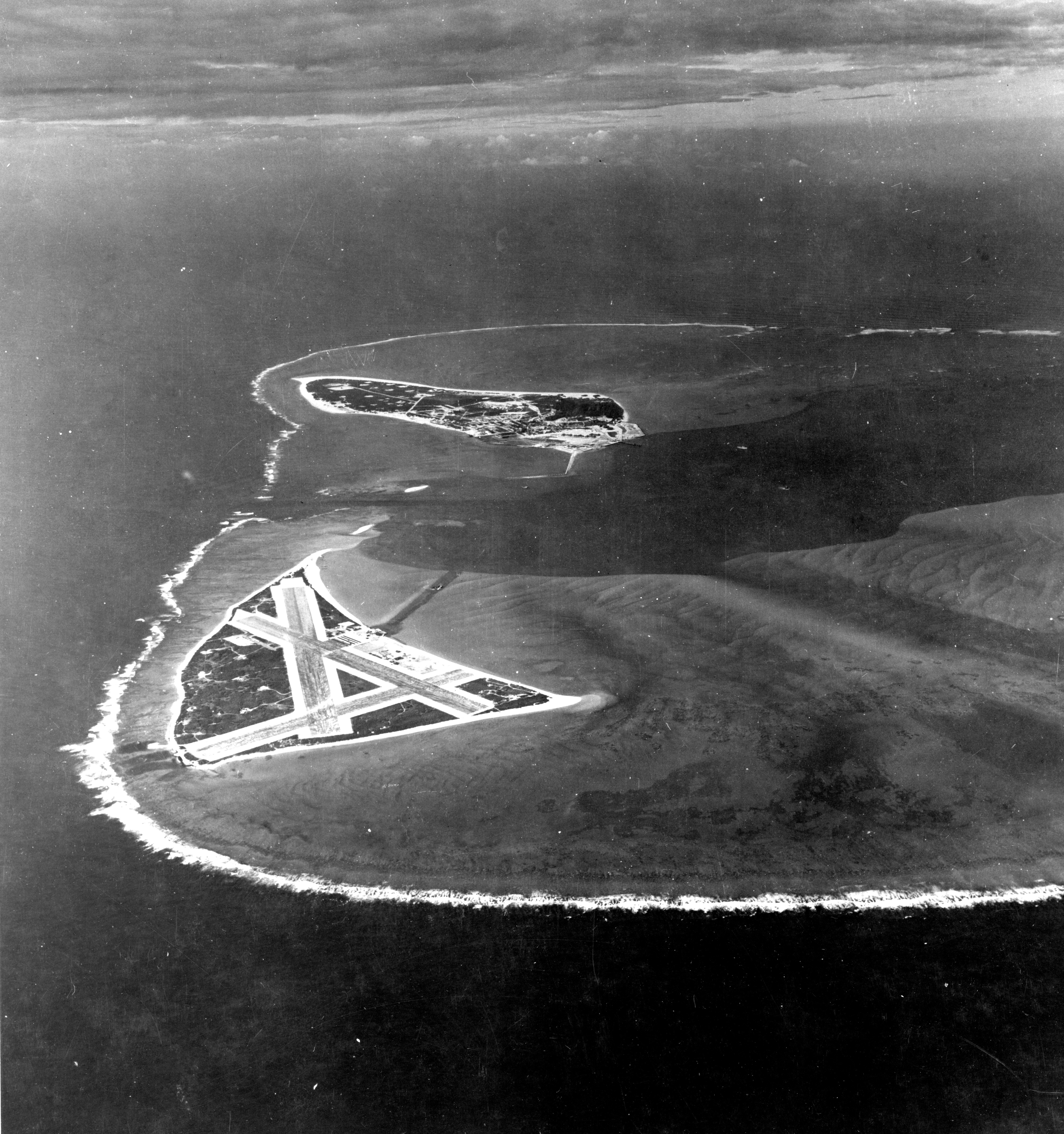
Atolul Midway (1941)

Insulele au fost descoperite la data de 9 iulie 1859 de N.C. Brooks, iar în 1867 sunt deja anexate de SUA, anexarea producându-se cu 30 de ani înaintea anexării Hawaiiului. Atolul servește ca o stație de oprire pe calea navelor dintre California și Japonia.
In anul 1903 Midway devine stație intermediară a cablului Pacificului a companiei Commercial Pacific Cable Company.
După conflictele cu vapoarele de pescuit japoneze, insulele sunt din 1903 sub controlul administrației marinei militare americane. 
Din anul 1935 atolul servește ca stație pentru hidroavioanele China Clipper aparținând companiei Pan American Airways. In anul 1940 insulele devin bază militară a marinei americane, insulele fiind cunoscute în istorie prin bătălia navală de la Midway (4-7 iunie 1942), aceasta fiind o bătălie decisivă dintre Japonia și SUA care asigură supremația americană în regiunea Oceanului Pacific. In războiul cu Coreea și Vietnam insulele servesc ca stație de transport a materialui de război american. 
La data de 31 octombrie 1996 administrația atolului este preluată de Ministerul de Interne American, insulele fiind declarate rezervație naturală (National Wildlife Refuge), atolul fiind deschis turismului.